# Cerkiew św. Apostoła Jana Teologa w Mostowlanach
Cerkiew pod wezwaniem św. Apostoła Jana Teologa – prawosławna cerkiew parafialna w Mostowlanach. Należy do dekanatu Gródek diecezji białostocko-gdańskiej Polskiego Autokefalicznego Kościoła Prawosławnego.

## Opis
Świątynię wzniesiono w 1840 r. na planie kwadratu. Odrestaurowano w latach 1861–1862, po czym poświęcono 21 maja 1862 r. W 1905 r. dobudowano kruchtę z wieżą-dzwonnicą, na której zawieszono cztery dzwony.
Budowla drewniana, o konstrukcji zrębowej, orientowana, salowa, zamknięta prostokątnie. Przy wejściu zadaszony ganek. Nad kruchtą dzwonnica – u dołu czworoboczna, wyżej ośmioboczna, zwieńczona ostrosłupowym hełmem. Nad nawą blaszany dach namiotowy, zwieńczony dwiema wieżyczkami z baniastymi hełmami. Cmentarz przycerkiewny pochodzi z XVIII wieku.
W 2. dekadzie XXI w. cerkiew gruntownie wyremontowano. Po zakończeniu prac, świątynia została 30 sierpnia 2020 r. konsekrowana przez arcybiskupa białostockiego i gdańskiego Jakuba oraz biskupa supraskiego Andrzeja.
Cerkiew została wpisana do rejestru zabytków 21 grudnia 1987 pod nr A-383.

## Galeria

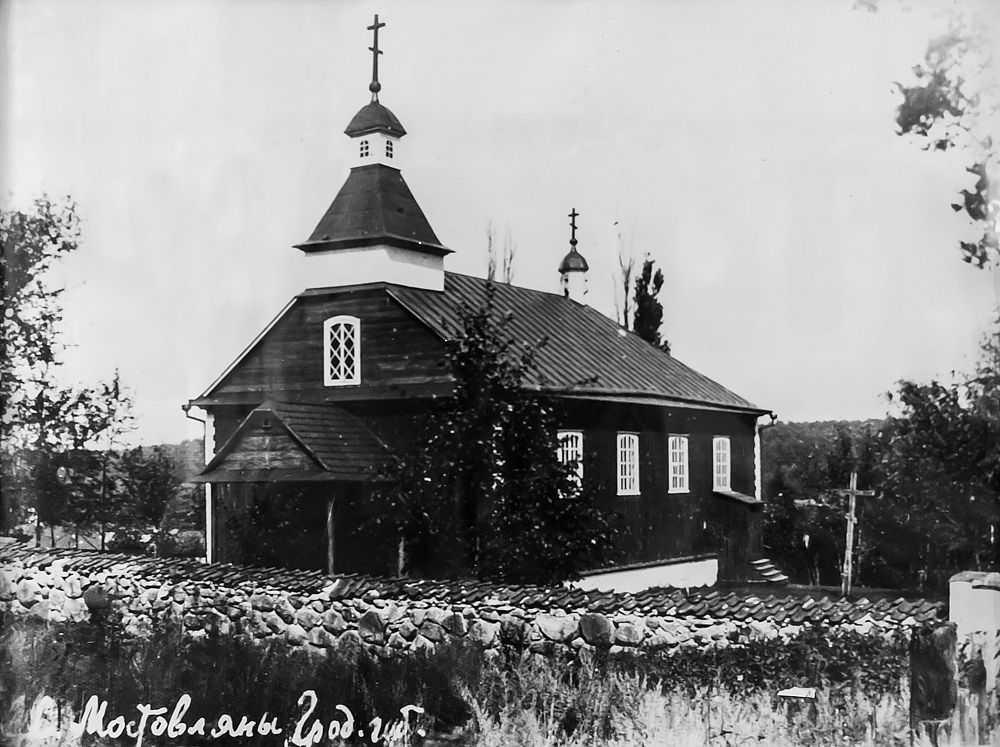
Cerkiew przed rozbudową (przed 1915)
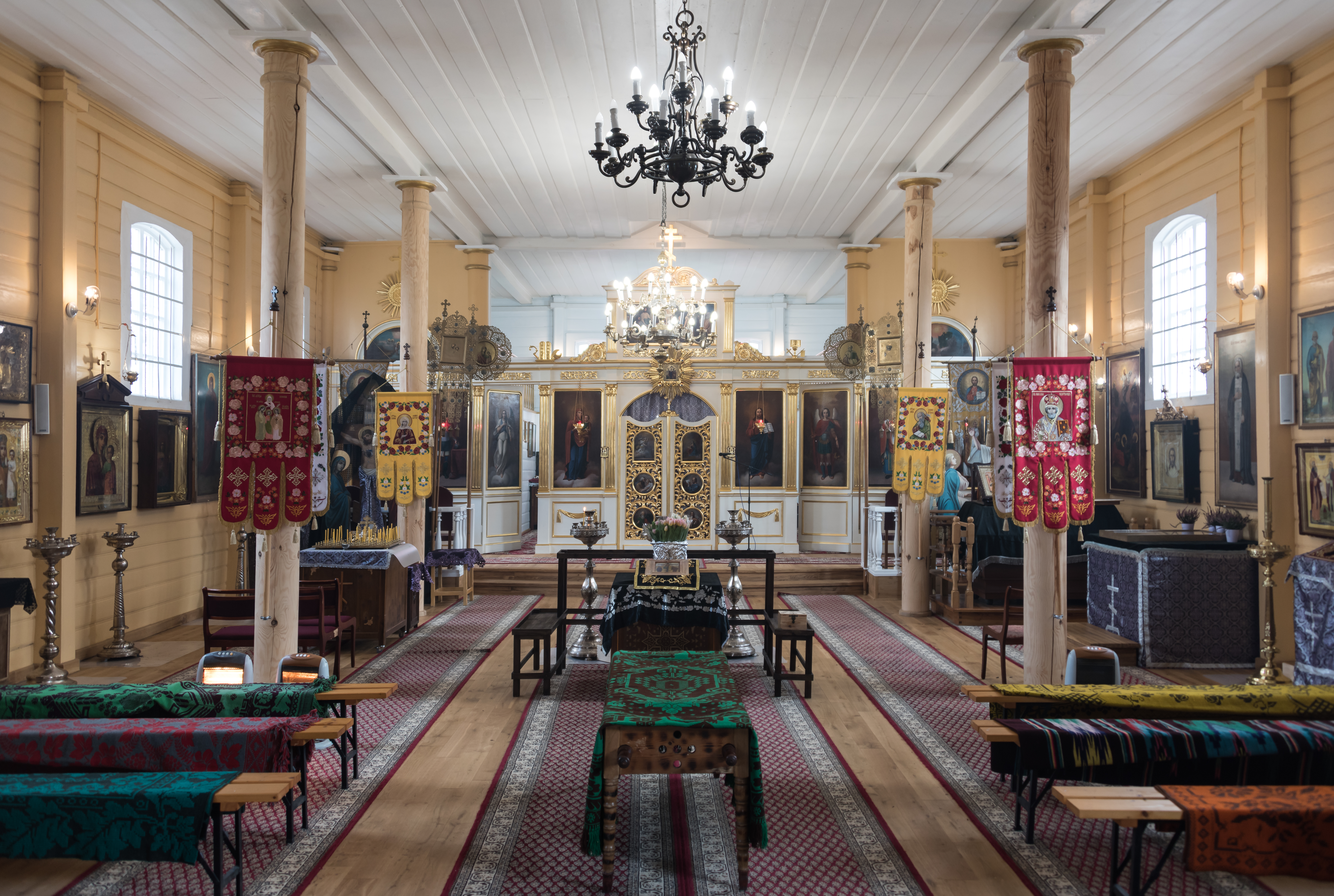
Wnętrze świątyni (2021)